# Tratado de Nöteborg
O Tratado de Nöteborg, também conhecido como Tratado de Oreshek, é o nome convencional dado ao tratado de paz que foi assinado em Orekhovets (em sueco:  Nöteborg) em 12 de agosto de 1323. Foi o primeiro acordo entre a Suécia e a República da Novogárdia que regulava as suas fronteiras. Três anos mais tarde, Novogárdia assinou o Tratado da Novogárdia com os noruegueses.

## Nome
No momento em que foi assinado, o tratado não tinha um nome especial, pois foi simplesmente denominado uma "paz permanente" entre as partes. As publicações contemporâneas em inglês usam frequentemente o nome de "Tratado de Nöteborg" para se lhe referirem, tradução directa de Nöteborgstraktaten como habitualmente referido o tratado na literatura de língua sueca. Assim, "Tratado de Oreshek" é uma tradução similar do russo. Tanto "Nöteborg" como "Oreshek" são nomes antigos de uma fortaleza em Shlisselburg (Óblast de Leningrado), usada respectivamente por suecos e russos.
Recentemente, a denominação "Tratado de Pähkinäsaari" apareceu em algumas publicações de língua inglesa, como tradução directa do nome contemporâneo em finlandês do tratado: Pähkinäsaaren rauha. "Pähkinäsaari" foi o nome finlandês para a ilha onde foi construída a fortaleza.

## Conteúdo
O texto original do tratado perdeu-se; no entanto, sobreviveram cópias parciais em russo, sueco e latim, as mesmas que entram um pouco em conflito.

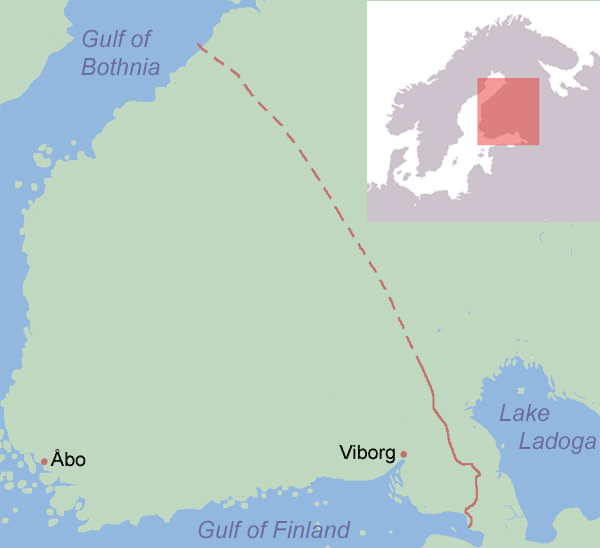
O limite definido pelo Tratado de Nöteborg mostra os povos e castelos de Turku (Åbo) e Vyborg (Viborg). O mapa representa uma interpretação tradicional deste tema muitas vezes disputado

O tratado foi negociado com a ajuda de comerciantes da Liga Hanseática para concluir as Guerras sueco-novogárdias. Como uma mostra de boa vontade, Yury de Moscovo cedeu à Suécia três das suas paróquias na Carélia; em troca, a Suécia não interferiria em nenhum conflito entre Novogárdia e Narva. Ambos os lados também prometeram abster-se de construir castelos na nova fronteira.
O tratado definiu a fronteira que começava a leste e norte do Castelo de Vyborg, percorrendo ao longo dos rios Sestra e Volchya, dividindo o Istmo da Carélia pela metade, continuando ao longo da Savónia e, segundo as interpretações tradicionais, terminando no Golfo de Bótnia perto do rio Pyhäjoki. Só a parte sul da fronteira, perto de Vyborg, era na realidade considerada importante e foi claramente definida no tratado, enquanto a fronteira em territórios ermos foi definida muito por alto e foi presumivelmente considerada menos importante que o limite que cruzava o Istmo da Carélia. Também se sugeriu que o tratado teria outorgado originalmente direitos conjuntos à Suécia e a Novogárdia sobre Ostrobótnia e a Lapónia.